# Holly Marie Combs
Holly Marie Combs   (San Diego, 3 de desembre de 1973) és una actriu i productora de televisió estatunidenca. És coneguda pels seus papers com Kimberly Brock a la sèrie de la CBS, Picket Fences (1992-1996), Piper Halliwell a la sèrie de The WB (The Warnerbros), Charmed (1998-2006), i Ella Montgomery a la sèrie de Freeform, Pretty Little Liars (2010-2017).

## Primers anys
Combs va néixer a San Diego, Califòrnia, i ha descrit que el seu origen és irlandès. En el moment del seu naixement, la seva mare, Lauralei Combs (cognom de soltera: Berckhem), tenia 15 anys i el seu pare en tenia 17. Els pares biològics de Combs es van casar, però els dos es van separar després de dos anys, sentint que eren massa joves per fer que el matrimoni funcionés.
Mentre Combs aprenia a caminar, va caure i va colpejar el cap sobre una taula de marbre, cosa que va provocar una notable "divisió" a la part superior de la cella dreta. Va viure en moltes llars diferents amb la seva mare, a prop de la platja de San Diego, sovint amb molt poca intimitat, mentre que la seva mare intentava seguir una carrera d'actriu. Quan Combs tenia set anys, ella i la seva mare es van traslladar a la ciutat de Nova York, on va passar la major part dels anys de creixement. Combs tenia 12 anys quan la seva mare es va casar amb el seu padrastre. A la ciutat de Nova York, Combs va assistir a la primària Beekman Hill i després a la Professional Children's School. En una entrevista quan estava a Sydney, Austràlia, per una Supanova Expo, va dir que era una bussejadora certificada als 13 anys.

## Trajectòria

### Primeres obres: 1988–1997
Quan tenia 14 anys, Combs va aconseguir el seu primer paper important a La dansa dels cors (1988), una pel·lícula dramàtica i de comèdia dirigida per Robert Greenwald. Va interpretar a Debs Boon, la filla de Wiley Boon (interpretada per Don Johnson) i Sandra Boon (interpretada per Susan Sarandon). El seu següent paper principal va ser a Born on the Fourth of July (1989) d'Oliver Stone, una adaptació cinematogràfica de l'autobiografia homònima més venuda del veterà de la guerra de Vietnam, Ron Kovic. Combs va interpretar a Jenny en aquesta la pel·lícula, la qual també va protagonitzar Tom Cruise. Els seus altres papers van incloure a Helena a la pel·lícula, antologia del 1989, Històries de Nova York, i Kim Fields a Simple Men (1992) de Hal Hartley. També al 1992, Combs va fer una aparició a Chain of Desire, la pel·lícula de Temístocles López, com a Diana, i a la pel·lícula de terror del subgènere Slasher Dr. Giggles, en la qual va interpretar a Jennifer Campbell, la filla de Tom Campbell, de 19 anys (interpretada per Cliff De Young) i núvia de Max Anderson (interpretada per Glenn Quinn).
El primer gran avenç de Combs com a actriu va arribar als 18 anys a la sèrie de televisió de la CBS, Picket Fences. Va interpretar a Kimberly Brock, la filla del sheriff Jimmy Brock (interpretat per Tom Skerritt) i la seva primera esposa Lydia durant les quatre temporades del programa (1992-96). La segona esposa de Jimmy, la doctora Jill Brock (interpretada per Kathy Baker), era la seva madrastra. Combs va fer una audició per al paper a Nova York. L'agent del càsting li va dir que era bona pel paper perquè "no tenia el cor prou gran". Combs va replicar: "Si busqueu algú amb un gran cor, què coi esteu fent a Nova York?". Més tard va ser cridada de nou i li van oferir la feina. Combs va guanyar un Premi Young Artist per la seva actuació a l'espectacle. Durant el 1996, Combs va actuar com a Sophie DiMatteo a Sins of Silence, una pel·lícula de televisió de drama/terror dirigida per Sam Pillsbury. L’any següent, Combs va retratar a l'assassina condemnada a la vida real Diane Zamora a la pel·lícula de televisió Love's Deadly Triangle: The Texas Cadet Murder, i va aparèixer a la pel·lícula dramàtica basada en fets reals, Daughters, com a Alex Morell, una de les dues filles d'una hereva assassinada.

### Obres posteriors: 1998–present
Al 1998, Combs va aconseguir un paper principal a la sèrie de televisió de The WB, Charmed, en la qual va interpretar a Piper Halliwell, la mitjana de tres germanes que són bruixes. Després de la sortida de Shannen Doherty al final de la tercera temporada (2000-01), el personatge de Combs es va convertir en la germana gran de les cinc temporades restants del programa. Combs també es va convertir en productora de Charmed a partir de la cinquena temporada. La sèrie va acabar la seva trajectòria de vuit temporades el 21 de maig de 2006. El 2007 i el 2008, AOL va nomenar al personatge de Combs Piper la tercera bruixa més gran de la història de la televisió. Combs va ser l'única membre del repartiment que va aparèixer en tots els episodis de la sèrie, inclòs el pilot original que no va ser emès.
Durant Charmed, Combs va fer una aparició no acreditada a Ocean's Eleven (2001), de Steven Soderbergh, i va protagonitzar al costat de Charisma Carpenter la pel·lícula de comèdia romàntica See Jane Date (2003), que retrata el paper d'una "actriu amb dificultats amb la carrera, que es beneficia d'una aventura amb un actor de la llista A ". Al 2007, va protagonitzar la pel·lícula de televisió Lifetime Point of Entry (també titulada Panic Button) com a Kathy Alden, esposa i mare d'un fill solter la família del qual es trasllada a un" bell i suposadament " [16] L'any següent, Combs va signar un contracte amb Lifetime per produir i protagonitzar una sèrie Mistresses, basada en la sèrie britànica del mateix nom. [17] ] Tanmateix, aquesta versió del programa mai no va sortir a l’aire. (ABC posteriorment va fer una versió amb l'antiga co-estrella de Combs, Alyssa Milano.) El 2010, Combs va ser inclosa a la sèrie Freeform Pretty Little Liars com Ella Montgomery, la mare d'un dels personatges principals, Aria Montgomery (interpretada per Lucy Hale). [18] Combs va ser una sèrie habitual durant les tres primeres temporades, però es va acreditar com a estrella convidada especial a partir de la quarta temporada. Pretty Little Liars va acabar després de set temporades i Combs va tornar a l'últim episodi del programa el 27 de juny de 2017. [19] [20]